# Denwen
Denwen, din Egiptul Antic, este un șarpe-demon violent,atestat în Epoca Piramidelor, care ar fi cauzat o conflagrație pentru a nimici alte zeitați, dar care a fost contracarat de către rege.